# 化工原理
化工原理也叫單元操作，是从事化工专业必须掌握的基本知识，各种化学工业的工程技术各式各样，但一系列的操作使用相同的原理，上世纪20年代，英国和美国一些大学开始将这些原理单独抽出，开设一门单独的学科，专门研究化工单元操作。化学工程原理可以适用所有化工、轻工门类工业的需要。
化工原理主要包括五部分：流体输送、传热、传质、热力过程和机械过程。许多化工机械都是根据化工原理的理论知识设计制造的。化工厂和轻工厂的工艺设计也离不开化工原理计算。